# الجدار (قصص قصيرة)
الجدار (بالفرنسية: Le Mur) كتاب للفرنسي جان بول سارتر صدر عام 1954 وهو لا يزال في بداياته الأدبية، وهي مجموعة قصصية أهداها إلى الآنسة أولجا كوزاكيفتش (واحدة من طالبات زميلته الكاتبة سيمون دو بوفوار). عنوان المجموعة هو «الجدار»، وتتألف من خمس قصص متفاوتة الطول.
قال النقاد والباحثون إن هذه القصص مترابطة فيما بينها وتشكل رسالة واحدة، بل إن سارتر نفسه كثيرًا ما عرف المجموعة بأنها «خمسة انحرافات صغيرة مأسوية وهزلية»، وقال مؤرخو «جان بول سارتر» إن هذه المجموعة القصصية تعبر تعبيراً واضحاً عما أراد سارتر أن يعتبره أدبا وجودياً، وأنها الممثل الشرعي للأدب الوجودي في مجال القصة القصيرة على الأقل. أما بالنسبة إلى عنوان المجموعة فهو مأخوذ من عنوان القصة الأولى، التي تعتبر الأشهر، وهي الأشهر ليس بسبب وجوديتها أو حتى بسبب قيمتها الأدبية، بل لأنها كتبت حول الحرب الأهلية الإسبانية في وقت كانت هذه الحرب تملأ الدنيا وتشغل الناس في أوروبا، وينظر الناس إلى موقف الكتّاب والفنانين منها.

## ملخص القصص الخمسة
تتحدث القصة الأولى «الجدار» عن مواجهة الموت وجها لوجه وما يخالج المحكوم من خواطر ومشاعر ما قبل الموت. تتناول القصة الثانية «الغرفة» الوجه الآخر لعلاقة زوجية شبه منتهية والضغوط الخارجية والداخلية التي تلقى على عاتق الزوجة وصوت الضمير الصارخ بعدم التخلي عن الزوج. القصة الثالثة «إروسترات» تتناول شخصا متوحدا ويكره الجميع، وهو سادي وشاذ يحلم كل يوم بقتل 6 أشخاص. القصة الرابعة «ألفة» عن علاقة زوجية وهمية يتدخل المجتمع لافسادها وهنا تعيش الزوجة في حيرة وتساؤلات ماذا تريد ولم يتوجب عليها البقاء أو الرحيل. القصة الأخيرة «طفولة قائد» تتحدث عن الإنسان كيف يكون؟ وكيف ينحرف؟ وكيف يعود إلى رشده.

## الجدار
راوي رواية «الجدار» هو «بابلو إببييتا»، عضو في اللواء الدولي، وهو فريق من متطوعين من بلدان مختلفة ذهبوا إلى إسبانيا لمساعدة أولئك الذين كانوا يقاتلون ضد الفاشيين تحت قيادة الجنرال «فرانشيسكو فرانكو» خلال الحرب الأهلية الإسبانية بين عامي 1936 - 1939 في محاولة للحفاظ على أسبانيا كجمهورية. بدأ سارتر روايته قائلاً:
"دفعنا إلى قاعة كبيرة بيضاء وكانت عيناي ترتعشان بسبب الضوء المسلط عليهما. ثم رأيت منضدة وأربعة أشخاص من المدنيين متراصين حولها يتصفحون الأوراق، وكان قد تم حشد المساجين الآخرين في الداخل فكان علينا الدخول لهذه الغرفة لنلحق بهم... كان الحراس يقتادون مسجونا تلو الآخر أمام المائدة، وعندها يسألهم الأشخاص الأربعة عن اسم كل منهم ومهنته. وفي أغلب الأحيان كانوا لا يذهبون بعيدا عن هذه المعلومات أو أنهم كانوا يطرحون سؤالا من هنا وهناك: "هل اشتركت في تخريب الذخيرة عن عمد؟ "أو بالأحرى أين كنت في صباح يوم؟ وماذا كنت تفعل؟
كانوا لا يستمعون إلى الإجابات؛ ولم تبد عليهم أي نية للاستماع من الأصل فكانوا يصمتون برهة وينظرون قبالتهم ثم يأخذون في الكتابة.
سألوا طوم إذا كان قد خدم حقا في الفرقة الدولية: ولم يستطع طوم أن ينفي ما قيل بسبب الأوراق التي وجدوها في سترته. ولم يسألوا خوان شيئا فبعد أن ذكر اسمه ظلوا يكتبون كثيرا.
فقال خوان:
- إنه أخي خوزيه هو الفوضوي، ولكنكم تعرفون أنه لم يعد هنا وأنا لا أتبع أي حزب ولم أشتغل أبدا بالسياسة.
لم يجيبوه فأكمل قائلا: أنا لم أفعل شيئا، ولن أدفع ثمن ما فعله الآخرون.
كانت شفتاه ترتعشان، فأسكته الحارس واصطحبه، وكان دوري هو التالي...
- أتدعى بابلو إيبييتا؟
فأجبت: نعم.
فنظر واحد منهم في أوراقي: وقال:
- أين رامون جريس؟
- لا أعرف!
- لقد قمت بالتستر عليه وإخفائه في بيتك من اليوم السادس وحتى التاسع... كانت الزنزانة التي يقصدها الحارس هي أحد أقبية المستشفى، وكان الجو فيها شديد البرودة بسبب تيارات الهواء. قضينا الليل كله نرتجف، ولم يتحسن الحال طيلة النهار.
يواصل سارتر سرد معاناة المساجين وما وصل لعلمهم من صدور أحكام بإعدام ثلاثة منهم، وأيضا وصول طبيب بلجيكي لمساعدتهم، وكتب:
«كنت أشعر بأنني منهك ومتوتر الأعصاب في الوقت نفسه. لم أكن أود إن أفكر فيما سيحدث عند الفجر، أي بالموت. إذ لم أفقه شيئا من ذلك. ولم أكن أصادف سوى كلمات أو فراغ. ولكن ما إن أحاول التفكير بشيء آخر، حتى أرى فوهات البنادق مصوبة إلى. لقد عشت لحظة إعدامي نحو عشرين مرة متتالية، وفي مرة منها اعتقدت أنها حقيقية، يبدو أنه قد غلبني النوم لمدة دقيقة. كانوا يجرونني نحو الحائط فأتخبط به وأطلب إليهم المغفرة. واستيقظت مذعورا... عاودتني زحمة من الذكريات، من هنا ومن هناك، منها الجميلة ومنها الرديئة... في تلك اللحظة تجسدت مجمل حياتي أمام عيني وفكرت:» إنها كذبة مقدسة«ولم تكن بذات قيمة لأنها انتهت. كنت أتساءل كيف كنت أستطيع أن أتنزه وأن ألهو مع النساء لو كنت أعلم أنى سأموت هكذا لما حركت أصغر أصابعي على الإطلاق».
يصف سارتر المساجين وسماعهم لأصوات إعداد العدة لإعدامهم، ثم استدعائه للاستجواب مرة ثانية وإرساله إلى ما يسمى «غرفة الغسيل» ويكتب سارتر:
" كنت أعلم أين كان جريس، كان مختبئا في بيت أبناء عمه على بعد أربعة كيلومترات من المدينة، وكنت أعلم كذلك أني لن أكشف عن مكان وجوده إلا إذا عذبوني (ولم يبد عليهم أنهم فكروا في ذلك). كان كل ذلك معدا تمام الإعداد النهائي. ولم يكن يهمني أبداً. بيد أننى وددت لو أدرك أسباب سلوكي. كنت أفضل الموت على تسليم جريس. لماذا؟ لم أعد أحب رامون جريس، وصداقتي معه تلاشت قبل الفجر بقليل. مع حبي لكونشا، مع رغبتي في الحياة. كنت لا أزال أقدره بلا شك، كان رجلاً قاسياً. ولكن ليس لهذا السبب أن أقبل الموت مكانه؛ فلم يعد لحياته قيمة تفوق قيمة حياتي. لم يعد لأية حياة قيمة. قال الضابط الضخم: حسنا هل تذكرت؟ نظرت إليهما بفضول كما لو أنني أنظر إلى حشرات من نوع نادر جدا. وقلت لهما:
- أنا أعرف أين هوة فهو مختبئ في المقابر، في قبو صغير أو في كوخ الحفارين. كان هذا لأهزأ منهما كنت أود أن أراهما يقفان ويشدان حزاميهما ويعطيان الأوامر باهتمام. فقفزا على أرجلهما
- هيا اطلب خمسة عشر رجلا من الملازم لوبيث.
وقال لي الضابط القصير الضخم:
- وأنت لو كان ما قلته حقيقيا فليس عندي إلا قول واحد.
ولكن ستدفع الثمن غالياً لو كنت تكذب علينا.
وتمثلت الموقف ...  هؤلاء الكتائبيون الوقورون بشواربهم. وأولئك الرجال ببزاتهم
الرسمية يتراكضون بين القبور. كان ذلك في منتهى الطرافة. وما هي إلا نصف ساعة حتى عاد القصير الضخم وحده، وخلت أنه جاء يعطى أمر القضاء علي. أما الباقون فظلوا في المقابر ...  وعند المساء ألقوا في الساحة نحو عشرة سجناء جدد. فتعرفت على جارسيا الخباز فقال لي:
- يا لك من محظوظ مقدس! لم أكن أفكر بأنني سأراك على قيد الحياة.
فقلت: "لقد حكموا على بالإعدام، ثم غيروا فكرتهم، ولا أدري لماذا؟
فقال جارسيا: «لقد ألقوا القبض على في الساعة الثانية».
- لماذا؟
جارسيا لم يكن يعمل بالسياسة. فقال:
- لا أدري أنهم يعتقلون جميع الذين لا يفكرون على شاكلتهم
وخفض صوته: لقد قتلوا جريس
وبدأت أرتجف: متى؟
- هذا الصباح. لو تدري ماذا فعل المغفل؟! لقد غادر بيت أبناء عمه يوم الثلاثاء لأنه صدر عنهم كلام. ولم يكن يفتقر لأناس يأوونه ولكنه لا يريد إحسانا من أحد، وقال كنت سأختبئ عند إبييتا ولكن بما أنهم ألقوا القبض عليه فسأختبئ في المقابر
- في المقابر ؟
- نعم في المقابر، كانت بلاهة منه، فبالطبع مروا بها هذا الصباح، وكان هذا هو ما حدث، فوجدوه في كوخ الحفارين، فأطلق النار عليهم ولكنهم أردوه قتيلا في المقابر.
كل شيء بدأ بالدوران، ووجدتني جالسا على الأرض. كنت أضحك بقوة، إلى
حد أن الدموع انسابت من عيني.

## الغرفة
تدور القصة حول السيدة داربدا (جانيت) والسيد داربدا (شارل) وهما والدا إيفا، وحتى أن كانت إيفا هي المحور الرئيسي للقصة، ولكن المحور الوجودي للغرفة خاضع لأكثر من شخصية، ثم تتحول القصة برمتها للتركيز على إيفا وعلاقتها بزوجها المجنون بيار. يبدأ سارتر روايته:
«كانت السيدة داربدا تحمل بين أصابعها قطعة راحة الحلقوم وقربتها من شفتيها بعناية مخافة أن يطير عنها مسحوق السكر قائلة في نفسها: إنها معطرة برائحة الورد». وعضت تلك القطعة التي بلون الزجاج، فتصاعدت منها رائحة عفنة ملأت فمها. «غريب كم أن المرض يصفى الأحاسيس»، وأخذت تفكر بالمساجد وبالشرقيين من أصحاب المجاملة (فقد ذهبت إلى الجزائر في رحلة عرسها) ورسمت على شفتيها ابتِسامة، فراحة الحلقوم أيضا متملقة. وكان عليها أن تمر براحة يدها على صفحات كتابها ولعدة مرات لأن طبقة من المسحوق الأبيض كانت تغطى يدها رغم الحذر ... إن هذا ليذكرني بأركاشون عندما كنت أقرأ على الشاطئ فقد أمضت صيف 1907 على شاطئ البحر وكانت تعتمر وقتئذ قبعة من القش لها شريطة خضراء، كما كانت تجلس على رصيف الحجارة ... وفكرت بقليل من الضيق بأن زوجها سيطرق بابها بعد قليل. ففي أيام الأسبوع الأخرى كان يأتي في المساء فقط يقبلها في جبينها بصمت ويجلس قبالتها ليتابع قراءة كتاب «الوقت». لكن الخميس هو يوم السيد داربدا كان سيقضى ساعة عند ابنته، من الساعة الثالثة إلى الرابعة، وقبل خروجه، دخل عند زوجته وتحدث الاثنان بمرارة حول زوج ابنتهما. كانت مناقشات يوم الخميس تلك ترهق السيد داربدا بتفاصيلها الدقيقة، إذ كان يملأ الغرفة الهادئة بوجوده. فهو لا يجلس بل يذرع أرض الغرفة.
يتحدث سارتر حول شارل ومحاولة إقناعه لابنته إيفا بترك زوجها المجنون بيار التي أصبحت حبيسة معه في غرفة، ويقول السيد داربدا:
«إذا استمرت هكذا فستصبح أكثر جنونا منه وتلك حالة غير صحية، فهي لا تتركه خطوة ولا تخرج أبدا إلا لزيارتك ولا تستقبل أحدا فجو غرفتهم بمنتهى البساطة لا يمكن استنشاقه»، ويحاور شارل ابنته قائلاً: «هذه الشقة كبيرة بالنسبة إليكما، عليكما أن تنتقلا منها ... يا أبت، لكني أجبتك بأن بيار يرفض مغادرة غرفته».
مع تمسك أيفا بالبقاء مع بيار ينحسر إدراكها التام في الغرفة فقط، ويصبح العالم مجرد مكان مغلق، ويتساءل بيار: «أليس بالإمكان فقط أن ينسونا؟».
تأتي النهاية وإيفا خائفة من فقدان بيار أما بالجنون، أو بالموت غير المتوقع، ويكتب سارتر:
«كان بيار نائما على وجهه نصف ابتسامة ساذجة ... واتخذ بيار فجأة شكلا حيوانيا وسالت الكلمة خارج فمه طويلة مائلة للبياض، كان قد تطلع أمامه بدهشة كما لو أنه يرى الكلمة ولا يتعرف عليها. فمه مفتوح رخو فكأن شيئًا قد تحطم فيه لقد دندن بسرعة. هي المرة الأولى التي يحدث له فيها أمر كهذا وقد انتبه لذلك على كل حال، فقال إنه لم يعد يجد أفكارا. أرسل بيار زفرة شهوانية، وقامت يده بحركة خفيفة. نظرت إليه إيفا بقساوة،» كيف سيستيقظ«، كان هذا يعذبها. فما إن ينم بيار حتى تضطر للتفكير به وليس بإمكانها أن تحول دون ذلك. إنها تخشى أن يستيقظ بعينين مضطربتين وأن يدندن. وفكرت في نفسها:» أنا بلهاء، فلن يحدث ذلك قبل عام، هكذا قال فرانشو. لكن القلق لم يغادرها، عاما، فشتاء، فربيع، فصيف، فبداية خريف آخر. ذات يوم ستتشوه هذه الملامح، سيتهدل فكه، وسيفتح عينيه الدامعتين قليلا. وانحنت إيفا على يد بيار ووضعت شفتيها فوقها: «سأقتلك قبل أن يحدث ذلك».

## إروسترات
إروسترات شخص عاش في مدينة «أفسس» (أعظم المدن الاغريقية القديمة التي أسسها الإغريق القدامى في القرن العاشر قبل الميلاد)، وقد أحرق بدون مبرر معبد أفسس، إحدى عجائب الدنيا السبع القديمة.
يروي سارتر قصة «بول هيلبرت»، وهو رجل وحيد يعاني من انعدام الأمن والعجز الجنسي، ويحاول ارتكاب جريمة شنعاء ويفشل في النهاية في ارتكابها، ويتضح أن الجريمة هي في الغالب محاولة للهروب من ضعف أدائه من خلال فعل قوي لتأكيد الذات. كتب سارتر:
"البشر ينبغى أن نراهم من فوق. كنت أطفئ النور وأجلس في النافذة: لم يكونوا ليشكوا بأن أحدا ينظر إليهم من فوق. هم يعتنون بالواجهة، وأحيانا بالجهات الخلفية، ولكن الجميع تأثراتهم كانت محسوبة بعين المشاهدين بارتفاع متر وسبعين سنتيمترا، فمن فكر إذا بشكل القبعة الصفراء، كما تبدو من الطابق السادس؟ إنهم يهملون الدفاع عن أكتافهم وجماجمهم تحت الألوان الفاقعة والأقمشة البارزة اللون، ليس بإمكانهم أن يقضوا على كل هذا العدد الكبير للإنسانية: التطلع من فوق، وانحنيت وأخذت أضحك: أين هي تلك "المحطة الواقفة" التي كانوا يفخرون بها: كانوا يسحقون على الرصيف وتخرج من بين أرجلهم سيقان طويلة تزحف تحت أكتافهم. في شرفة الطابق السادس: هناك كان ينبغى أن أقضى كل حياتى.
كما ينبغى أن نسند مجالات التفوق المعنوى برموز مادية، وإلا ستسقط إذا، ما هي بالضبط مجالات تفوقى على البشر؟ تفوق في الوضعية ليس إلا: وضعت نفسى فوق الإنسان الذي هو في داخلي وأخذت أتأمله. لهذا كنت أحب أبراج نوتردام، وقواعد برج إيفل، والقلب المقدس، وطابقى السادس في شارع دلامبر، إنها رموز رائعة. كان ينبغى في بعض الأحيان النزول إلى الشوارع للذهاب إلى المكتب مثلا، كنت أختنق. عندما نمضي مع البشر، فمن الصعب كثيرا أن نعتبرهم كالنمل".  
تلك الفقرة الأولى تخلق غموضًا: هل الراوي مجنون، حزين، منعزل، محظوظ، أو سيئ الحظ لأنه لا يشعر بأي ارتباط مع الناس في الشارع؟ ما هو نوع السخرية التي تنطوي عليها الإشارة إلى جماعة البشر على أنها «الإنسان»؟
يشرح بطل القصة شكل عداوته للناس، ويكتب سارتر:
«ذات مرة شاهدت شخصا ميتا في الشارع، سقط على أنفه، قلبوه فرأوا الدماء تنزف منه، ورأيت عينيه المفتوحتين ووجهه الدميم، وكل هذا الدم، وقلت في نفسى:» ليس هذا بذى شأن، فليس أكثر تأثيراً من الدهان الجديد، لطخوا أنفه بالأحمرء، هذا كل شئ. لكننى أحسست بعذوبة قذرة تتسرب إلى ساقى ورقبتى، ففقدت الوعى. اقتادوني إلى صيدلية، ووضعوا لصقات على كتفى، وأسقوني كحولاً. كنت سأقتلهم. أعرف أنهم أعدائى، ولكنهم لا يعرفون ذلك. كانوا يحبون بعضهم، ويشدون على مرافق بعضهم بعضًا.
لعلهم ضربونى بقبضة يد من هنا وهناك لأنهم ظنوا بأنى شبيه لهم، غير أنهم لو أدركوا أقل جزء من الحقيقة لقضوا على، ولقد قضوا على فيما بعد على كل حال عندما ألقوا القبض على وعرفوا من أنا، أوسعوني لكما وضربونى لمدة ساعتين في دائرة الشرطة، وصفعوني ولكموني، وجعلوا ذراعي تلتوي، وانتزعوا سروالي، ومن ثم ولكي ينتهوا ألقوا بنظارتي على الأرض، ولما هممت بتناولها على أربع أمعنوا بركلي من الخلف ضاحكين. توقعت دائماً أنهم سينتهون إلى القضاء على: أنا لست قويا وليس بإمكاني أن أدافع عن نفسي. كثيرون كانوا يتربصون بي منذ وقت طويل: الكبار. يدفعونني في الشوارع ليضحكوا أو ليروا ما سأقوم به، لم أقل شيئًا، وتظاهرت بعدم الفهم ومع ذلك نالوا منى. كنت أخاف منهم، وهذا شعور مسبق، وكلكم تعتقدون تمام الاعتقاد أن لدى أسباباً أخرى أكثر جدية تدفعني إلى أن أكرههم. من هذه الجهة، سار كل شيء على ما يرام إلى أن جاء اليوم الذي اشتريت فيه مسدساً ... ذات مساء أتتني فكرة إطلاق النار على البشر، كان ذلك في مساء يوم السبت، خرجت لكى أبحث عن "ليا" وهي شقراء تداوم على الوقوف أمام أحد الفنادق في "مونبارناس". لم أكن قد أقمت علاقات حميمة بامرأة قط، كنت سأشعر بنفسي وكأني سرقت. صحيح أننا نعتليهن، ولكنهن يفترسنك بفمهم الواسع، فهن إذا على ما سمعت، اللائي يربحن من هذه المبادلة ... في أول سبت من كل شهر كنت أصعد مع ليا إلى غرفة في فندق "دوكان". كانت تخلع ثيابها فأنظر إليها بدون أن ألمسها. في بعض الأحيان كنت أبلغ ذروة اللذة في سروالي، وأحيانا أخرى كان لدي الوقت الكافي للعودة إلى منزلي".
يكتب سارتر عن اللحظات الحاسمة عندما يقرر بطله قتل الناس:
«سمعت الساعة الثامنة تدق، ومن ثم التاسعة، وكنت أكرر قائلا في نفسي: 'لماذا ينبغي قتل هؤلاء الأشخاص الموتى بالفعل؟» واعترتني رغبة بالضحك ... وتساءلت في نفسي إذا كنت أهم بإلقاء مسدسي في إحدى البالوعات. فجأة اتجه الرجل نحوي ونظر إلي بحنق، فتراجعت خطوة إلى الوراء: «ذلك كي .. أسألك»، لم يبد عليه أنه يريد الاستماع. كان ينظر إلى يدي، وانتهيت بصعوبة: «هل بإمكانك أن ترشدني إلى شارع جيتيه»؟ كان وجهه ضخما وشفتاه ترتجفان. لم يقل شيئًا بل مد يده، فتراجعت أكثر وقلت له«أريد ...»، وفي هذه اللحظة علمت أنى سأبدأ في الصباح. لم أكن أريد ذلك، وأطلقت عليه ثلاث رصاصات أصابت بطنه، فسقط بغباء على الأرض وأخذت رأسه تدور فوق كتفه الأيسر، وقلت له: «يا للقذر، يا للقذر اللعين».
وهربت. وسمعته يسعل، وسمعت أيضا صياحا ووقع خطى تتبعني. وسأل أحدهم: «هذا، هل هما يقتتلان؟ ثم صاحوا بعد ذلك:» إلى القاتل! إلى القاتل!«لم أكن أعتقد بأن هذه الصيحات تتعلق بى. لكنها بدت مشئومة مثل صفير سيارة المطافئ التي كنت أسمعها وأنا طفل. مشئومة ومضحكة نوعا. وركضت بكل ما أوتيت ساقاي من قوة».
تأتي النهاية وبطل القصة الفار يسمع دقات على بابه، ويكتب سارتر:
«أسرعت بوضع فوهة مسدسي في فمي وعضضت عليها بقوة، غير أني لم أستطع إطلاق النار، ولا حتى وضع إصبعي على الزناد. كل شيء عاد إلى الصمت، عندها رميت المسدس وفتحت لهم الباب».

## ألفة
قصة علاقة زوجية بين لولو (الزوجة)، وهنري (الزوج):
«كانت لولو تنام عارية لأنها تحب أن تداعب نفسها بالغطاء، ولأن الغطاء كان ثمينا، اعترض هنري في البداية: فلا يجوز أن تنام عارية في السرير، فهذا لا يمكن، بل إنها قذارة. لكنه انتهى مع ذلك إلى الحذو حذو زوجته لكن هذا كان نوعا من المسايرة بالنسبة إليه. كان جافا تمام الجفاف عندما يكون بين الناس وبالنسبة للأجناس (كان معجبًا بأهل سويسرا لا سيما سكان جنيف إنه يعجب بهم لأنهم من خشب) غير أنه كان يهمل نفسه في الأشياء البسيطة، فهو ليس شديد النظافة مثلاً؛ إذ لم يكن يغير سرواله كثيرًا، فحين كانت تضع لولو سراويله للتنظيف، كانت تلاحظ عليها البقع الصفراء من جراء احتكاكها بفخذيه».
تجادل لولو صديقتها ريرات عن زواجها وحياتها مع هنري:
«ليس بإمكانك أن تظلي مع هنري، ما دمت لا تحبينه، فهذا عمل إجرامي». إنها لا تضيع أية فرصة دون أن تتناوله بسوء، أرى أن هذا ليس من اللياقة بشيء، فهو شديد المحبة لها. «لم أعد أحبه، هذا أمرا ممكنا، ولكن ليس من واجب ريرات أن تقوله لي، إذ إنه يبدو معها كل شيء بسيطًا وسهلاً، فالمرء إما أن يحب، وإما لا يستمر في هذا الحب، أما أنا فلست بسيطة، أولاً، إن لي عاداتي الخاصة، ومن ثم فإني أحبه كثيراً، فهو زوجي، كنت أود أن أضربها، ولا زلت أرغب في إيذائها لأنها وقحة ... أنا أعرف ريرات تتحدث بنية حسنة، لكنها، وهي العاقلة بالنسبة للآخرين، ينبغي أن تفهم أنني بحاجة للتفكير».
كتب سارتر: «فتحت لولو عينيها. كانت الستائر ملونة بالأحمر يلونها النور الآتي من الشارع، وفي المرآة، كان هناك خيال أحمر، كانت لولو تحب هذا النور الأحمر، والكنبة انشطرت إلى ظل على الحائط، على ذراع الكنبة، كان هنري قد ألقى سرواله وحمالته تتدلى في الفراغ. على أن أشترى له حمالات، أوه! لا أريد، لا أريد أن أذهب، سيقبلني طيلة اليوم، وسأكون له، أصنع لذته، وسينظر إلى، سيفكر» إنها لذتي«لامستها هنا وهناك، وبإمكاني أن أعيد الكرة عندما يروق الأمر لي. في» بور روايال«رفست لولو الأغطية برجلها كانت تمقت بيير عندما تتذكر ما جرى لها في» بور روايال«. كانت وراء السياج، تظن أن بيير لا يزال في السيارة يتفحص الخريطة، وفجأة أبصرته ركض وراءها بخطى الذئاب. كان ينظر إليها، رفست لولو هنري سيستيقظ. لكن هنرى شخر» هومففف«، ولم يستيقظ. أريد أن أتعرف على شاب وسيم، طاهر كالفتاة، فلا يلامس أحدنا الآخر، ونتنزه على شَاطئ البحر، أمسك بيده، ويمسك بيدي، وفي المساء ننام كل في سرير منفصل نظل كأخ وأخت غارقين في حديث حتى الصباح، أو أنني أحب أن أعيش مع ريرات، فما أحلى النساء فيما بينهن».
يسرد سارتر حوادث اضطراب العلاقة بين الزوجين، وبين الزوج وأسرة الزوجة وقرار الزوجة الاستمرار في حياتها الزوجية.

## طفولة قائد
يروي سارتر مراحل تطور شخصية «لوسيان» بطل قصته:
"أنا رائع في بذلة الملاك هذه"، قالت السيدة بوتييه لأمي: "ولدك الصغير يلذ أكله، فهو رائع في بذلة الملاك". وجذب السيد بوفاردييه لوسيان إلى ما بين ساقيه وداعب ذراعه، وقال مبتسماً: حقا إنه لفتاة صغيرة، ما اسمك؟ جاكلين، لوسيان، مارجو؟". وأحمر وجه لوسيان خجلاً، وقال: "اسمي لوسيان". ولم يكن متأكدا تماما من أنه ليس فتاة صغيرة، فكثير من الناس كانوا يقبلونه وهم يدعونه بالآنسة، ووجده الجميع جذابا بجناحيه الملائكيين، وثوبه الأبيض الطويل، وذراعيه المكشوفتين وجدائله الشقراء. كان يخشى أن يقرر الناس فجأة أنه لم يعد صبيا، ولطالما احتج، ولكن أحدا لم يصغ إليه، ولم يسمح له بخلع فستانه إلا عند النوم ... إنه يتذكر تماما الحلم الذي رآه، فقد رأى أباه وأمه يرتدي كلاهما ثياب الملائكة، ولوسيان جالس بدون ثياب فوق مبولته، يضرب على الطبل وأبيه وأمه يدوران حوله. كان ذلك كابوسًا ... في صبيحة اليوم التالي، وبينما كانت تجلس بجواره تمسك بيديه، بينما هو جالس فوق المبولة، تقول له: "اضغط يا لوسيان، اضغط يا جوهرتي الصغيرة ...  كان لوسيان يحب النساء المتشحة بالسواد خصوصا إذا كانت أرجلهن طويلة. كان يستمتع بوجود السيدات الكبار بصورة عامة، لأنهن كن شديدي الوقار ... فكر لوسيان بأنه ليس حيوانا هلاميا بحرياً، وبأنه لا ينتمي لأية مجموعة من الحيوانات المحتقرة".
يتجول سارتر في مراحل تطور لوسيان ويكتب:
"أحس لوسيان للمرة الثانية بأنه مفعم باحترام نفسه ... فهو يبدو محترما بعينيه هو، بعينيه اللتين تخترقان غلافة المصنوع من اللحم، من الذوق، والاشمئزاز، والعادات، والأمزجة. وفكر في نفسه: "لم أجد نفسي حيث بحثت عن نفسي"، وقام بإحصاء جميع ما هو عليه. "لكنني إذا لم أكن إلا ما أنا، فإنني لا أساوى أكثر من هذا اليهودي القصير، وأكذوبة المساواة ... واعترى لوسيان بعض الرهبة، وشعر بأنه كبير على نفسه، فكثيرون من الناس ينتظرونه لحمل السلاح، وهو كان وسيظل دائما يجسد انتظار الآخرين ... قال لوسيان في نفسه: "الحكمة الأولى، عدم البحث عن شيء في الذات، فليس من خطأ يفوق بخطورته هذا الخطر، وهو يعرف الآن أن لوسيان الحقيقي ينبغي أن يبحث عنه في أعين الآخرين ... فكر في نفسه: "سأتزوج في وقت مبكر، وسننجب الكثير من الأطفال"... دقت ساعة الجدار الثانية عشرة، نهض لوسيان فقد تحقق التغيير، في هذه القهوة. قبلها بساعة كان قد دخل المعهد شابا جذابا مترددا، فخرج منها رجلاً، هو قائد من الفرنسيين. وخطا لوسيان بضع خطوات في ضوء صباح فرنسي مجيد وفي زاوية شارع المدارس وجادة سان جرمان اقترب من مكان حانوت الورق، وتراءى أمام المرآة. كان بوده أن يرى في وجهه، وجه لى موردان القاتم. لكن المرآة لم تعكس له سوى وجه عنيد ومخيف جدا فصمم في نفسه: "سأترك شاربي".

## نقد وتعليقات
كتب موقع "صاحبة الجلالة" في 16 أبريل 2018: "الوجود يسبق الماهية فالإنسان مسؤولا عما هو كائن، فأول ما تسعى إليه الوجودية هي أن تضع الإنسان بوجه حقيقته، أن تحمّله من ثم المسؤولية الكاملة لوجوده، وعندما نقول إن الإنسان مسؤول عن نفسه لا نعني أن الإنسان مسؤول عن وجوده الفردي فحسب بل هو مسؤول في الحقيقة عن جميع الناس وكل البشر ... يعرض سارتر طريقة تفكير كل منهم (أبطال الرواية)، ودور الفروق الشخصية والعمرية بينهم في تحديد انفعالاتهم وتعايشهم مع الحالة التي وجدوا أنفسهم فيها ... نقول لسارتر التالي: رغم أنك ترى "أننا محكومون بالحرية"، وأن الحرية هي مسؤولية فعندما نقوم بالاختيار فإننا نختار ليس لأنفسنا فقط وإنما للوجود أجمع. هل اختار بابلو حريته؟ نعم اختارها. فهو باختياره التهكم من المحققين اختار الحرية وغاب عن ذهنه أنها مسؤولية، لكن كيف سيتعايش مع هذه الحرية التي تحققت له بفعل الخيانة غير المقصودة والتهكمية والعبثية ما تسبب بمقتل صديقه الثوري ريمون غري؟ كيف يمكن للذات أن تفهم وجودها إذا كانت تجعل من البطل جباناً يركض ويبكي؟ كيف سيكون شكل العالم من دون هذا الآخر الذي بسببه أشعر أن حريتي قد سلبت مني، ومن دونه لا حرية لي؟ يبدو لي الآن بوضوح أني أتنفس مقولة سارتر العظيمة: "الآخر هو الجحيم".
نقرأ على موقع مجلة تواصل مدني «العدد 14» في ديسمبر 2015: «يُفسِّر لنا الكِتاب الحالة النفسية لهؤلاء الذين صدر الحكم بإعدامهم. ويُطلَب مِن أحدهم، مُقابل الإعفاء عنه، الإفشاء عن مكان وجود شخص مطلوب بتهمة محاولة قلب النظام، ورغم قيام المحكوم بخداع» الفلانج«بإعطاء مكان غير صحيح عن المطلوب القبض عليه، غير أنّ هؤلاء يعثرون على المطلوب هناك، ويتم إطلاق سراح المحكوم ليُعدم مكانه الرجل الآخر المطلوب. يضعنا سارتر بموقع الغرابة والدهشة أمام هذا الحفل الجنوني من القمع والتعذيب وأيضا أمام هذه النتيجة غير المتوقعة حيث تصبح» الخدعة«بمنزلة» الحقيقة نفسها«وحيث وُجود الإنسان مرتبط بمدى جنون الاستبداد وشراسة الحقيقة. يضعنا أيضا سارتر أمام الحالات النفسية قبيل انضمام الإنسان إلى العالم المجهول» الموت«حيث يصبح أمام ذاته ويتمتع بكامل الحرية، ويتجلى بأصدق المشاعر الذي طالما تحدث عنها سارتر وافتقدها نسبياً الإنسان في حياته اليومية».
كتب إمريس ويستاكوت على موقع إيفريت: «عناصر جديرة بالذكر من القصة: الحياة المقدمة كما هي من ذوي الخبرة - التركيز على كثافة التجربة الحسية - الرغبة في أن تكون بلا أوهام - التناقض بين الوعي والأشياء المادية - الجميع يموتون بمفردهم - حالة بابلو هي تكثيف لحالة الإنسان».
كتب موقع «فلورماش» عن قصة «إيروستات» في 13 يونية 2016: «القصة بمثابة دراسة حالة تحليل نفسي. سوف ننظر إلى هذه القصة ليس فقط من خلال عدسة التحليل النفسي التقليدية، ولكن أيضًا من خلال تطبيق مبادئ» لاكان«الهامة (لاكان جاك (1901-1981) محلل نفسي فرنسي)... هذا الوعي العميق بالذات، هذه النرجسية، شيء ينفر هيلبرت (بطل القصة)، ويجعل التواصل الطبيعي مع الآخرين شبه مستحيل. إذا سألنا لاكان، فمن المحتمل أنه سيوجهنا إلى مرحلة المرآة والنظام التخيلي، وكلاهما مهم في حالة هيلبرت. تشير مرحلة المرآة إلى فترة في التطور النفسي الجنسي، عندما» يصبح الطفل مدركًا لأول مرة، من خلال رؤية صورته في المرآة«(هوميروس 24). بالنسبة إلى لاكان، يمثل هذا ظهور الأنا، حيث يدرك الطفل أنه يمكن التحكم في حركات هذه الصورة الجديدة. لا ينبغي الخلط بين هذا وظهور» الذات«، بل إنها لحظة اغتراب عميق، حيث نخطئ في الواقع في هذه الصورة المرآة الجديدة لأنفسنا».
كتب موقع "مكتبة وايلي اون لاين" في 15 مارس 2020: "مجال بحث أهمله النقد، أو أساء تقديره على الأقل ... إن خياله المبكر مليء بآراء إدراكية لخلق الذات وعلاقات الأدوار التي تقدم طرقًا مثيرة للاهتمام مع علم الاجتماع التفاعلي، والتنشئة الاجتماعية. تنبع نماذج الأدوار التي اختارها منافس سارتر، بول هيلبرت، من الغواصين المعروفين، والجاني المظلم من العصور القديمة، إروستراتوس. يهدف هدف الدراسة إلى المواقف الوجودية المتوقعة في كتابات سارتر فيما بين الحربين والتي وضع نظرياتها لاحقًا إرفينج جوفمان وأنتوني جيدينز. إنه موجه نحو فهم الأفراد المنحرفين الذين يلجئون إلى العنف من أجل حل الحياة والاهتمام العام.
كتب موقع «ورلد برس» مقالة تحت عنوان «تفسير لاكاني لإروستراتوس سارتر (مع تعليق وجودي)، جاء فيه:» توصلنا إلى أن جريمة هيلبرت ليست مدفوعة بمكاسب مادية أو أيديولوجية سياسية. إذن ما هو الدافع وراء ذلك؟ للبدء، دعونا نلق نظرة على التعريف الذاتي لبطل الرواية: يعتقد هلبرت أن جريمته مدفوعة «بمناهضته للإنسانية». في الرسالة ، يهنئ المؤلفين المشهورين لكونهم إنسانيين ، ولحب الرجال. كتب هيلبرت: «لديك نزعة إنسانية في دمك ... تسعد عندما يأخذ جارك كوبًا من المائدة لأن هناك طريقة لأخذها وهي إنسانية تمامًا ... أقل ليونة وأقل سرعة من تلك التي لدى القرد ... من المعروف أن التحليل النفسي اللاكاني والتحليل النفسي الوجودي لا يلتقيان دائمًا. يتعلق الكثير من هذا بأخذ كل مدرسة على اللاوعي و» الذات«، بينما يقضي الوجوديون وقتًا طويلاً على الذات ويقللون من تأثير اللاوعي، لاكان هو مؤيد صريح لمفهوم فرويد عن اللاوعي، وينفي أساسًا وجود» الذات الوجودية«، ويضعها بدلاً من ذلك إلى حد كبير على أكتاف الرمزية».

## الجدار في الإذاعة المصرية
قدم البرنامج الثقافي في الإذاعة المصرية قصة «الجدار» في شكل مسرحية من إعداد أحمد عبد الله متولي، ومن إخراج أحمد سليم، وقام بالبطولة: سيد خاطر - إسلام فارس - عبد الرحمن الشافعي - أحمد السعدني - أحمد الطماني - محمود البنا - محمود علوان - ياسر عبد العزيز - حسين إبراهيم - جمال زغلول – سامي المصري - خليل تمام. وقام بدور الراوي: مي عبد النبي وخالد جمعة.

## وصلات خارجية
https://www.encyclopedia.com/education/news-wires-white-papers-and-books/wall الجدار (قصص قصيرة)
https://www.goodreads.com/book/show/24965634-erostratus الجدار (قصص قصيرة)
https://www.ahewar.org/debat/show.art.asp?aid=612668 الجدار (قصص قصيرة)
https://www.youtube.com/watch?v=9BxPIF4Nnsk الجدار (قصص قصيرة)
https://www.youtube.com/watch?v=ML3YK70Ej9k الجدار (قصص قصيرة)